# Juan-les-Pins
Juan-les-Pins es una ciudad en la comuna de Antibes, en el departamento de Alpes-Marítimos, en el sureste de Francia, en la Costa Azul. Está situado entre Niza y Cannes, a 13 km del Aeropuerto Internacional de Niza-Costa Azul.
Se trata de un destino turístico popular entre los grandes de la jet-set internacional, con el casino, discotecas y playas, de arena de grano fino, y no son rectas, sino que se cortan con pequeñas calas.

## Historia
Situado al oeste de la ciudad de Antibes, en la vertiente occidental de la cordillera, a medio camino a la aldea pesquera de Golfe-Juan (donde Napoleón desembarcó en 1815), que había sido un área con una gran cantidad de árboles de pino piñonero, donde los habitantes de Antibes iban para ir a dar un paseo, para hacer un pic-nic a la sombra de los árboles o la obtención de ramas de los árboles y los conos para sus cocinas.
El pueblo recibió el nombre de Juan-les-Pins, el 12 de marzo de 1882. La ortografía Juan, en lugar de la ortografía habitual francesa, Jean, se deriva del idioma occitano. Otros nombres discutidos para la ciudad incluyen Héliopolis, Antibes-les-Pins y Albany-les-Pins.
Al año siguiente, 1883, se decidió construir una estación de tren en Juan-les-Pins, en la París-Lyon-Mediterráneo (PLM) de la línea que había estado allí desde 1863.

## Ciudades Hermanadas
- Nueva Orleans, Estados Unidos.
- Eilat, Israel.